# Neolindus luxipenis
Neolindus luxipenis (лат.) — вид коротконадкрылых жуков рода Neolindus из подсемейства Paederinae (Staphylinidae). Эндемик Боливии В названии сочетаются латинские слова «luxus», означающее «роскошь» или «экстравагантный», и «penis», которое относится к эдеагусу. Оно относится к сложной структуре эдеагуса у данного вида.

## Распространение и экология
Неотропика. Вид известен только из типового местонахождения в Боливии (Кочабамба, биологическая станция Valle de Sajta). Он был собран на небольшой высоте (300 м над уровнем моря) с помощью ловушки для перехвата летающих насекомых.

## Описание
Мелкие коротконадкрылые жуки. Длина тела около 1 см. Голова и переднеспинка коричневые; кокса, бедро и голень коричневые, тарсомеры светло-коричневые; брюшко коричневое. Антенны чётковидные от антенномера 5, короче головы и переднеспинки вместе взятых, антенномеры 1—4, 6—8 и 11 длиннее своей ширины, антенномеры 5, 9, 10 шире длины; опушение войлочное, начиная с антенномера 4; антенномер 1 длиннее антенномеров 2 и 3 вместе взятых, антенномер 3 длиннее 2. Лабрум двулопастной, выемка U-образная, с 2 тёмными толстыми волосками в срединной линии долей лабрума. Передние голени с 4 хорошо развитыми гребнями волосков; вершинный гребень состоит из широко разделённых, толстых волосков.

## Систематика
Вид был впервые описан в 2024 году по типовым материалам из Боливии. Габитус N. luxipenis похож на габитус N. lirellus и N. brachiatus. Однако N. luxipenis отличается от N. lirellus стернитом VII с более выраженным центральным отростком заднего края и тергитом VIII, где задний край закруглён. По сравнению с N. brachiatus, стернит VII N. luxipenis имеет центральную узкую эмаргинацию, с 2 выступающими отростками с каждой стороны и инвагинированной поверхностью вокруг эмаргинации; у N. brachiatus центральная эмаргинация шире и отростки менее выступающие.